# Isodontia capillata
Isodontia capillata är en biart som beskrevs av Hensen 1991. Isodontia capillata ingår i släktet Isodontia och familjen grävsteklar. Inga underarter finns listade i Catalogue of Life.